# Aenne Mangold
Aenne Mangold (* 1900; † 24. Dezember 1977 in Bonn) war eine deutsche Caritasschwester und gelernte DRK-Krankenschwester, die den Bonner Bahnhofsbunker ab März 1948 in der Quantiusstraße in Bonn leitete. Der Bonner Bahnhofsbunker war ein Obdachlosen-Asyl für entlassene Kriegsgefangene, Flüchtlinge und Heimatlose. Durch ihren engagierten Einsatz für hilfebedürftige und wohnungslose Menschen wurde sie auch „Engel vom Bahnhofsbunker“ genannt. Aenne Mangold war von 1942 bis 1945 als Krankenschwester in Feldlazaretten und auf Hauptverbandsplätzen in der Sowjetunion im Kriegseinsatz. Von 1945 bis 1946 für ein Jahr in Kriegsgefangenschaft.
1964 übernahm sie das ehemalige, fast 100 Jahre alte Waisenhaus in der Weststraße in Bonn. Für ihre Verdienste wurde Schwester Aenne Mangold 1975 mit dem goldenen Caritas-Ehrenzeichen ausgezeichnet.
Sie starb am Heiligabend 1977 an einen Herzinfarkt. Aenne Mangold wurde auf dem Friedhof ihrer Heimatgemeinde Lohmar am 30. Dezember 1977 unter großer Anteilnahme beigesetzt. Sie wurde von Zeitzeugen als resolut und umsichtig beschrieben.
Ihr zu Ehren erhielt das 1984 eröffnete Wohnhaus für junge obdachlose Menschen den Namen Aenne-Mangold-Haus.